# 조선명탐정: 사라진 놉의 딸
《조선명탐정: 사라진 놉의 딸》은 2015년에 개봉한 대한민국의 영화로, 2011년 영화 《조선명탐정: 각시투구꽃의 비밀》의 속편이다.

## 줄거리
한때는 조선 최고의 탐정으로 이름을 날렸지만 지금은 무슨 이유에서인지 왕의 미움을 받아 외딴섬에서 유배를 당하게 된 김민. 그를 찾아오는 사람이라곤 지난날 함께했던 파트너 서필이 전부였다. 그러던 어느날, 이런 두사람 앞에 다해라는 소녀가 동생을 찾아달라며 나타난다. 하지만 김민은 유배생활 중이라 마음대로 바깥을 돌아다닐수 없는 상황이었기에 소녀를 철저히 냉대하며 거부의 뜻을 내비치지지만 다해 역시 굴하지 않고 동생만 찾아준다면 노예생활이라도 하겠다며 악착같이 쫓아다니기 시작한다. 이렇게 다해와의 씨름을 펼치고 있을무렵, 이번에는 조선 일대에 불량은이 퍼지고 있다는 소문이 돌았다. 그리고 날마다 졸라대던 다해도 더는 찾아오지 않았다. 결국 탐정의 본능을 이기지 못한 김민은 유배지 이탈이라는 초강수를 택하며 서필과 함께 조선에 날아와 사건에 진상을 조상하기 시작한다.

## 캐스팅
- 김명민 : 명탐정(김민) 역
- 오달수 : 개장수(한서필) 역
- 이연희 : 히사코(묘령의 여인) 역
- 조관우 : 조악사 역
- 정원중 : 선배 역
- 이채은 : 다해 역
- 황채원 : 도해 역
- 황정민 : 사쿠라 역
- 우현 : 방씨 역
- 최무성 : 두목 역
- 이정은 : 아줌마 역
- 박민경 : 검계 1 역
- 권범택 : 공방 할아범 역
- 이희석 : 일본 사람 역
- 정원조 : 운송남 역
- 공대유 : 일본인 반장 역
- 박수영 : 의뢰남 역 (특별출연)
- 김원해 : 사또 역 (특별출연)
- 현우 : 뱀파이어 역 (특별출연)